# Tour du Cameroun 2007
La 5e édition de la course cycliste Tour du Cameroun a eu lieu du 24 février au 9 mars 2007.
La victoire est revenue au Français Flavien Chipaut.

## Résultats

### Les étapes
| Détail    | Date       | Villes étapes          | km    | Vainqueur d'étape    | Leader du classement général |
| 1re étape | 24 février | Maroua - Mora - Maroua | 119,8 | Flavien Chipault     | Flavien Chipault             |
| 2e étape  | 25 février | Mokong -Maroua         | 117,8 | Sadrak Teguimaha     | Martinien Tega               |
| 3e étape  | 26 février | Figuil - Garoua        | 102,4 | Bastiaan Krol        | Martinien Tega               |
| 4e étape  | 27 février | Mbé - Ngaoundéré       | 80    | Ahmed Rashad         | Ahmed Rashad                 |
| 5e étape  | 1er mars   | Yaoundé - Ebolowa      | 155   | Sadrak Teguimaha     | Flavien Chipault             |
| 6e étape  | 2 mars     | Ebolowa - Mbalmayo     | 104   | Daniel Smith         | Flavien Chipault             |
| 7e étape  | 3 mars     | Pouma - Kribi          | 160   | Frédéric Geminiani   | Sadrak Teguimaha             |
| 8e étape  | 5 mars     | Kribi - Douala         | 168,4 | Abdul Wahab Sawadogo | Sadrak Teguimaha             |
| 9e étape  | 6 mars     | Bafang - Bafang        | 119,7 | Ahmed Rashad         | Sadrak Teguimaha             |
| 10e étape | 7 mars     | Bafang - Bamenda       | 132,4 | Vincent Aldebert     | Sadrak Teguimaha             |
| 11e étape | 8 mars     | Bamenda - Bafoussam    | 74,4  | Frédéric Geminiani   | Flavien Chipaut              |
| 12e étape | 9 mars     | Bafia - Yaoundé        | 124,5 | René Ngoumba         | Flavien Chipaut              |

### Classement général final
Le classement général est remporté par le Français Flavien Chipaut .
| Classement général | Classement général | Classement général | Classement général          | Classement général |
|                    | Coureur            | Pays               | Équipe                      | Temps              |
| ------------------ | ------------------ | ------------------ | --------------------------- | ------------------ |
| 1er                | Flavien Chipaut    | France             | Le Boulou                   |                    |
| 2e                 | Frédéric Geminiami | France             | Immobilia                   |                    |
| 3e                 | Isham Fadel        | Égypte             | Équipe nationale d’Égypte   |                    |
| 4e                 | Sadrak Teguimaha   | Cameroun           | SNH                         |                    |
| 5e                 | Vincent Adalbert   | France             | Le Boulou                   |                    |
| 6e                 | Ahmed Rashad       | Égypte             | Équipe nationale d’Égypte   |                    |
| 7e                 | Martinien Tega     | Cameroun           | SNH                         |                    |
| 8e                 | Stéphane Roger     | France             | Le Boulou                   |                    |
| 9e                 | Malick Thiam       | Sénégal            | Équipe nationale du Sénégal |                    |
| 10e                | Joseph Sanda       | Cameroun           | SNH                         |                    |
| modifier           |                    |                    |                             |                    |

### Classements annexes
Les vainqueurs des différents maillots distinctifs sont :
- Meilleur africain (maillot bleu) : Isham Fadel (Égypte)
- Meilleur jeune (maillot blanc) : Flavien Chipaut (Le Boulou, France)
- Meilleur grimpeur (maillot à pois rouges) : Ahmed Rashad (Égypte)
- Meilleur sprinteur : Sadrak Teguimaha (SNH, Cameroun)
- Meilleure équipe : Équipe nationale d’Égypte